# نادي إيجوكيا لكرة السلة
نادي إيجوكيا لكرة السلة (بالبوسنوية: KK Igokea)‏ هو فريق كرة سلة بوسني للمحترفين تأسس في سنة 1973 يقع مقره في البوسنة والهرسك. ينافس في الدوري البوسني والدوري الأدرياتيكي.

## الإنجازات
- كأس البوسنة والهرسك لكرة السلة

البطولة (5): 2007، 2013، 2015، 2016، 2017

## وصلات خارجية
- الموقع الرسمي